# Diocesi di Batne
La diocesi di Batne (in latino Dioecesis Bathnensis) è una sede soppressa del patriarcato di Antiochia e una sede titolare della Chiesa cattolica.

## Storia
Batne, identificabile con il Tell-Batnan (Suruç), nell'odierna Turchia, è un'antica sede episcopale della provincia romana dell'Osroene nella diocesi civile d'Oriente. Faceva parte del patriarcato di Antiochia ed era suffraganea dell'arcidiocesi di Edessa, come attestato in una Notitia episcopatuum del VI secolo.
Le Quien attribuisce a questa antica diocesi sei vescovi. Il primo è Abramo, corrispondente di Basilio Magno, che gli scrisse una lettera verso il 373; partecipò al primo concilio di Costantinopoli del 381. Dadas prese parte al concilio convocato dal patriarca di Antiochia nel 458 per giudicare l'operato di Iba di Edessa. Basilio, episcopus Baliensis, sottoscrisse la lettera scritta dai vescovi dell'Osroene all'imperatore Leone nel 458. San Giacomo, vescovo dalle simpatie monofisite, fu un noto scrittore ecclesiastico della prima metà del VI secolo; a lui succedette Mosè. Infine Giuliano fu tra i padri del secondo concilio di Costantinopoli del 553.
In seguito la sede, nota con il nome di Sarug, fu stabilmente occupata da vescovi giacobiti: la Chronica di Michele il Siriano menziona diciassette vescovi di Saroug dall'VIII al XIII secolo.
Dal 1933 Batne è annoverata tra le sedi vescovili titolari della Chiesa cattolica; la sede è vacante dall'11 luglio 1974.

## Cronotassi

### Vescovi greci
- Abramo † (prima del 373 circa - dopo il 381)[4]
- Dadas † (menzionato nel 448)
- Basilio † (menzionato nel 458)
- San Giacomo di Osroena † (519 - 29 novembre 521 deceduto)
- Mosé † (521 - ?)
- Giuliano † (menzionato nel 553)

### Vescovi titolari
- Gabriel Naamo † (30 settembre 1938 - 28 giugno 1957 nominato eparca di Beirut dei Caldei)
- Simeon Kokov, O.F.M.Cap. † (20 aprile 1958 - 11 luglio 1974 deceduto)